# Telefonvorwahl (Elfenbeinküste)
| Codes                                    |
| ---------------------------------------- |
| Landesvorwahl: 225                       |
| Vorwahl für internationale Gespräche: 00 |

## Nummerformat
Die Telefonnummern in der Elfenbeinküste sind seit dem 15. Januar 2000 grundsätzlich achtstellig. Es gibt keine Verkehrsausscheidungsziffer; die Vorwahl wird immer mitgewählt.
Um in der Elfenbeinküste zu telefonieren, werden die folgenden Nummerschemas verwendet:
yy xx xx xx         Anrufe innerhalb einer Vorwahlzone
+225  yy xx xx xx  Anrufe von außerhalb der Elfenbeinküste
00              Vorwahl für internationale Gespräche aus der Elfenbeinküste

## Liste ivorischer Vorwahlzonen (Festnetz)
| Liste der Festnetzvorwahlen | Liste der Festnetzvorwahlen |
| Gebiet                      | Vorwahl                     |
| --------------------------- | --------------------------- |
| Abengourou                  | 35                          |
| Abidjan sud                 | 21                          |
| Abobo                       | 24                          |
| Banco                       | 23                          |
| Bouaké                      | 31                          |
| Cocody                      | 22                          |
| Daloa                       | 32                          |
| Korhogo                     | 36                          |
| Man                         | 33                          |
| Plateau                     | 20                          |
| San-Pédro                   | 34                          |
| Yamoussoukro                | 30                          |

## Liste ivorischer Vorwahlzonen (Mobiltelefonie)

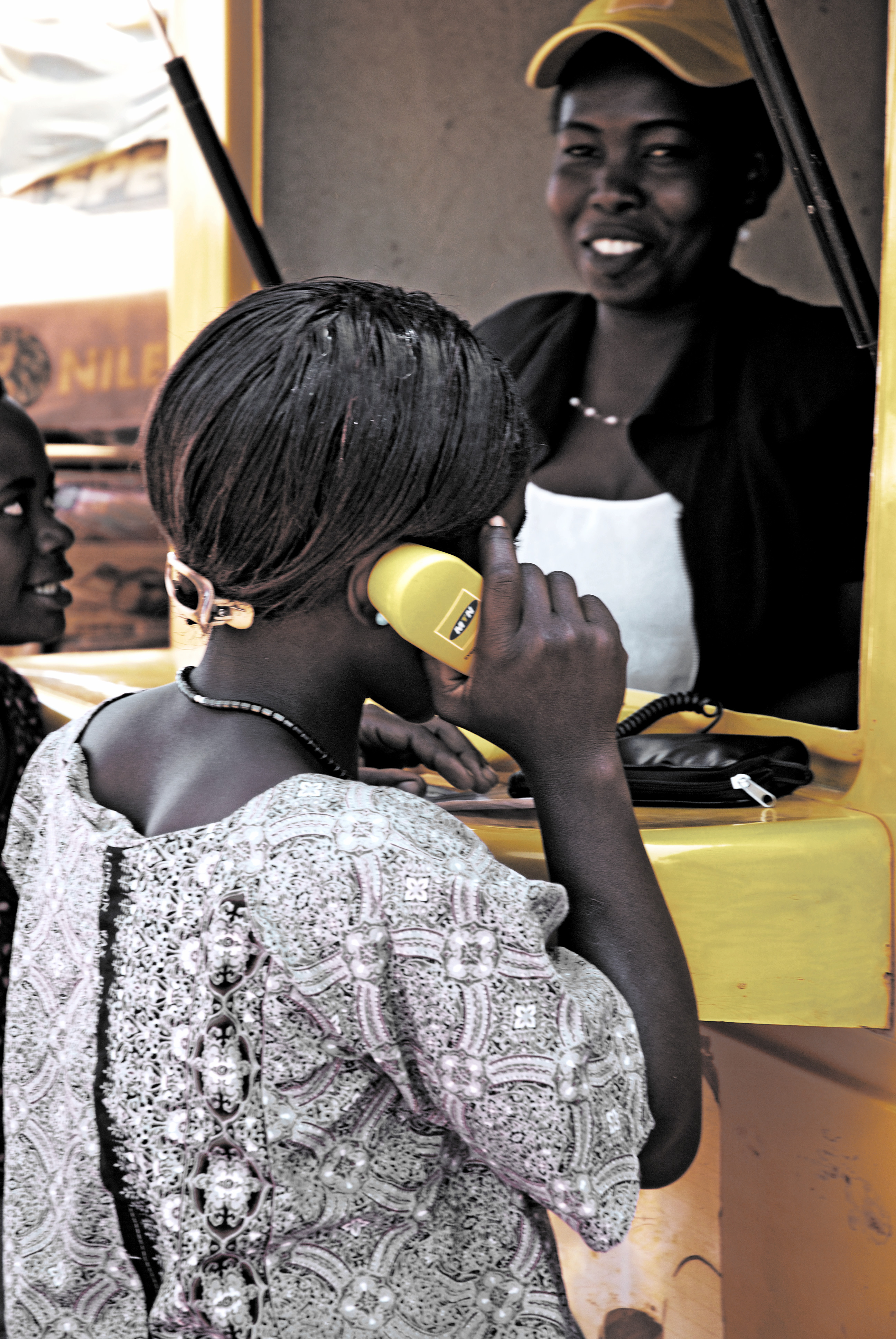
Bediente GSM-Telefonkabine von MTN

- Moov Côte d’Ivoire: 01, 02, 03, 40, 41, 42
- MTN Côte d’Ivoire: 04, 05, 06, 44, 45, 46, 54, 55, 56
- Orange Côte d’Ivoire (1996–2002 Ivoiris): 07, 08, 09, 47, 48, 49, 57, 58, 59, 77
- Warid: 50
- Green Network (GreenN)/Oricel: 60, 61
- Koz: 65, 66, 67
- CAFE MOBILE: 69